# Янгіз
Янгі́з (рос. Янгиз) — село у складі Сакмарського району Оренбурзької області, Росія.

## Населення
Населення — 36 осіб (2010; 25 у 2002).
Національний склад (станом на 2002 рік):
- росіяни — 80 %